# Fernando Batista
Fernando Ariel Batista (Buenos Aires, 20 agosto 1970) è un allenatore di calcio ed ex calciatore argentino, di ruolo difensore, commissario tecnico della nazionale venezuelana.

## Biografia
È fratello di Sergio Batista, ex centrocampista campione del mondo nel 1986 e già allenatore della nazionale argentina.

## Carriera
Dal 2004 al 2007 allena le giovanili del San Lorenzo e dal 2008 al 2016 quelle dell'Argentinos Juniors.
Dal 2016 al 2017 è stato vice dell'Under-20 argentina allenata da Claudio Úbeda; in precedenza, era stato vice al San Lorenzo ed allenatore delle giovanili all'Argentinos Juniors, nella prima divisione argentina; nel 2018 ha allenato l'Under-18 e l'Under-19 dell'Armenia.
Nel 2019 è stato nominato tecnico della nazionale Under-20 argentina, per disputare il Sudamericano Sub-20 2019. Ha poi guidato la squadra anche nei Mondiali Under-20 dello stesso anno.

## Statistiche

### Statistiche da allenatore

#### Nazionale venezuelana
| Squadra   | Naz                  | dal           | al       | Record | Record | Record | Record | Record | Record | Record | Record     |
| Squadra   | Naz                  | dal           | al       | G      | V      | N      | P      | GF     | GS     | DR     | % Vittorie |
| --------- | -------------------- | ------------- | -------- | ------ | ------ | ------ | ------ | ------ | ------ | ------ | ---------- |
| Venezuela | Venezuela (bandiera) | 10 marzo 2023 | in corso | 25     | 9      | 9      | 7      | 27     | 26     | +1     | 36,00      |

#### Panchine da commissario tecnico della nazionale venezuelana
| Cronologia completa delle presenze e delle reti in nazionale ― Venezuela | Cronologia completa delle presenze e delle reti in nazionale ― Venezuela | Cronologia completa delle presenze e delle reti in nazionale ― Venezuela | Cronologia completa delle presenze e delle reti in nazionale ― Venezuela | Cronologia completa delle presenze e delle reti in nazionale ― Venezuela | Cronologia completa delle presenze e delle reti in nazionale ― Venezuela | Cronologia completa delle presenze e delle reti in nazionale ― Venezuela | Cronologia completa delle presenze e delle reti in nazionale ― Venezuela |
| Data                                                                     | Città                                                                    | In casa                                                                  | Risultato                                                                | Ospiti                                                                   | Competizione                                                             | Reti                                                                     | Note                                                                     |
| ------------------------------------------------------------------------ | ------------------------------------------------------------------------ | ------------------------------------------------------------------------ | ------------------------------------------------------------------------ | ------------------------------------------------------------------------ | ------------------------------------------------------------------------ | ------------------------------------------------------------------------ | ------------------------------------------------------------------------ |
| 24-3-2023                                                                | Jeddah                                                                   | Arabia Saudita                                                           | 1 – 2                                                                    | Venezuela                                                                | Amichevole                                                               | Josef Martínez Salomón Rondón                                            | Cap: T. Rincón                                                           |
| 28-3-2023                                                                | Jeddah                                                                   | Uzbekistan                                                               | 1 – 1                                                                    | Venezuela                                                                | Amichevole                                                               | Alexander González                                                       | Cap: T. Rincón                                                           |
| 15-6-2023                                                                | Washington                                                               | Venezuela                                                                | 1 – 0                                                                    | Honduras                                                                 | Amichevole                                                               | Yeferson Soteldo                                                         | Cap: T. Rincón                                                           |
| 18-6-2023                                                                | East Hartford                                                            | Venezuela                                                                | 1 – 0                                                                    | Guatemala                                                                | Amichevole                                                               | Yangel Herrera                                                           | Cap: T. Rincón                                                           |
| 7-9-2023                                                                 | Barranquilla                                                             | Colombia                                                                 | 1 – 0                                                                    | Venezuela                                                                | Qual. Mondiali 2026                                                      |                                                                          | Cap: T. Rincón                                                           |
| 12-9-2023                                                                | Maturín                                                                  | Venezuela                                                                | 1 – 0                                                                    | Paraguay                                                                 | Qual. Mondiali 2026                                                      | Salomón Rondón rig.                                                      | Cap: T. Rincón                                                           |
| 12-10-2023                                                               | Cuiabá                                                                   | Brasile                                                                  | 1 – 1                                                                    | Venezuela                                                                | Qual. Mondiali 2026                                                      | Eduard Bello                                                             | Cap: T. Rincón                                                           |
| 17-10-2023                                                               | Maturín                                                                  | Venezuela                                                                | 3 – 0                                                                    | Cile                                                                     | Qual. Mondiali 2026                                                      | Yeferson Soteldo Salomón Rondón Darwin Machís                            | Cap: T. Rincón                                                           |
| 16-11-2023                                                               | Maturín                                                                  | Venezuela                                                                | 0 – 0                                                                    | Ecuador                                                                  | Qual. Mondiali 2026                                                      |                                                                          | Cap: T. Rincón                                                           |
| 22-11-2023                                                               | Lima                                                                     | Perù                                                                     | 1 – 1                                                                    | Venezuela                                                                | Qual. Mondiali 2026                                                      | Jefferson Savarino                                                       | Cap: S.Rondon                                                            |
| 21-3-2024                                                                | Miami                                                                    | Italia                                                                   | 2 – 1                                                                    | Venezuela                                                                | Amichevole                                                               | Darwin Machís                                                            | Cap: S.Rondon                                                            |
| 24-3-2024                                                                | Houston                                                                  | Guatemala                                                                | 0 – 0                                                                    | Venezuela                                                                | Amichevole                                                               | -                                                                        | Cap: T. Rincón                                                           |
| 23-6-2024                                                                | Santa Clara                                                              | Ecuador                                                                  | 1 – 2                                                                    | Venezuela                                                                | Coppa America 2024 - 1°turno                                             | Jhonder Cádiz Eduard Bello                                               | Cap: S.Rondon                                                            |
| 27-6-2024                                                                | East Rutherford                                                          | Venezuela                                                                | 1 – 0                                                                    | Messico                                                                  | Coppa America 2024 - 1°turno                                             | Salomón Rondón (rig.)                                                    | Cap: S.Rondon                                                            |
| 1-7-2024                                                                 | Austin                                                                   | Giamaica                                                                 | 0 – 3                                                                    | Venezuela                                                                | Coppa America 2024 - 1°turno                                             | Eduard Bello Salomón Rondón Eric Ramirez                                 | Cap: S.Rondon                                                            |
| 6-7-2024                                                                 | East Rutherford                                                          | Venezuela                                                                | 1 – 1 (4 - 5 dtr)                                                        | Canada                                                                   | Coppa America 2024 - Quarti di finale                                    | Salomón Rondón                                                           | Cap: S.Rondon                                                            |
| 5-9-2024                                                                 | La Paz                                                                   | Bolivia                                                                  | 4 – 0                                                                    | Venezuela                                                                | Qual. Mondiali 2026                                                      | -                                                                        | Cap: S.Rondon                                                            |
| 11-9-2024                                                                | Maturín                                                                  | Venezuela                                                                | 0 – 0                                                                    | Uruguay                                                                  | Qual. Mondiali 2026                                                      | -                                                                        | Cap: S.Rondon                                                            |
| 10-10-2024                                                               | Maturín                                                                  | Venezuela                                                                | 1 – 1                                                                    | Argentina                                                                | Qual. Mondiali 2026                                                      | Salomón Rondón                                                           | Cap: T. Rincón                                                           |
| 16-10-2024                                                               | Asunción                                                                 | Paraguay                                                                 | 2 – 1                                                                    | Venezuela                                                                | Qual. Mondiali 2026                                                      | Jon Aramburu                                                             | Cap: S.Rondon                                                            |
| 14-11-2024                                                               | Maturín                                                                  | Venezuela                                                                | 1 – 1                                                                    | Brasile                                                                  | Qual. Mondiali 2026                                                      | Telasco Segovia                                                          | Cap: S.Rondon                                                            |
| 20-11-2024                                                               | Santiago de Chile                                                        | Cile                                                                     | 4 – 2                                                                    | Venezuela                                                                | Qual. Mondiali 2026                                                      | Jefferson Savarino Rubén Ramírez                                         | Cap: T. Rincón                                                           |
| 18-1-2025                                                                | Miami                                                                    | Stati Uniti                                                              | 3 – 1                                                                    | Venezuela                                                                | Amichevole                                                               | Jorge Yriarte                                                            | Cap: R.Rosales                                                           |
| 21-3-2025                                                                | Quito                                                                    | Ecuador                                                                  | 2 – 1                                                                    | Venezuela                                                                | Qual. Mondiali 2026                                                      | Jhonder Cádiz                                                            | Cap: S.Rondon                                                            |
| 26-3-2025                                                                | Maturín                                                                  | Venezuela                                                                | 1 – 0                                                                    | Perù                                                                     | Qual. Mondiali 2026                                                      | Salomón Rondón (rig.)                                                    | Cap: S.Rondon                                                            |
| Totale                                                                   |                                                                          | Presenze                                                                 | 25                                                                       |                                                                          | Reti                                                                     | 27                                                                       |                                                                          |

#### Nazionale argentina Olimpica
| Squadra            | Naz                  | da            | a              | Record | Record | Record | Record     | Record | Record | Record | Record |
| G                  | V                    | N             | P              | GF     | GS     | DR     | Vittorie % |        |        |        |        |
| ------------------ | -------------------- | ------------- | -------------- | ------ | ------ | ------ | ---------- | ------ | ------ | ------ | ------ |
| Argentina Olimpica | Argentina (bandiera) | 2 luglio 2021 | 11 agosto 2021 | 4      | 1      | 2      | 1          | 4      | 5      | −1     | 25,00  |

| Cronologia completa delle presenze e delle reti in nazionale ― Argentina olimpica | Cronologia completa delle presenze e delle reti in nazionale ― Argentina olimpica | Cronologia completa delle presenze e delle reti in nazionale ― Argentina olimpica | Cronologia completa delle presenze e delle reti in nazionale ― Argentina olimpica | Cronologia completa delle presenze e delle reti in nazionale ― Argentina olimpica | Cronologia completa delle presenze e delle reti in nazionale ― Argentina olimpica | Cronologia completa delle presenze e delle reti in nazionale ― Argentina olimpica | Cronologia completa delle presenze e delle reti in nazionale ― Argentina olimpica |
| Data                                                                              | Città                                                                             | In casa                                                                           | Risultato                                                                         | Ospiti                                                                            | Competizione                                                                      | Reti                                                                              | Note                                                                              |
| --------------------------------------------------------------------------------- | --------------------------------------------------------------------------------- | --------------------------------------------------------------------------------- | --------------------------------------------------------------------------------- | --------------------------------------------------------------------------------- | --------------------------------------------------------------------------------- | --------------------------------------------------------------------------------- | --------------------------------------------------------------------------------- |
| 13-7-2021                                                                         | Yongin                                                                            | Corea del Sud olimpica                                                            | 2 – 2                                                                             | Argentina olimpica                                                                | Amichevole                                                                        | Alexis Mac Allister Carlos Valenzuela                                             | Cap: F.Medina                                                                     |
| 22-7-2021                                                                         | Sapporo                                                                           | Argentina olimpica                                                                | 0 – 2                                                                             | Australia olimpica                                                                | Olimpiadi 2020 - 1°turno                                                          | -                                                                                 | Cap: N.Perez                                                                      |
| 25-7-2021                                                                         | Sapporo                                                                           | Egitto olimpica                                                                   | 0 – 1                                                                             | Argentina olimpica                                                                | Olimpiadi 2020 - 1°turno                                                          | Facundo Medina                                                                    | Cap: N.Perez                                                                      |
| 28-7-2021                                                                         | Saitama                                                                           | Spagna olimpica                                                                   | 1 – 1                                                                             | Argentina olimpica                                                                | Olimpiadi 2020 - 1°turno                                                          | Tomas Belmonte                                                                    | Cap: N.Perez                                                                      |
| Totale                                                                            |                                                                                   | Presenze                                                                          | 4                                                                                 |                                                                                   | Reti                                                                              | 4                                                                                 |                                                                                   |